# Önkomplementer gráf

Önkomplementer gráf: a kék „N” izomorf a komplementerével, a piros szaggatott vonallal rajzolt „Z”-vel.

A matematika, azon belül a gráfelmélet területén egy önkomplementer gráf (self-complementary graph, sc-graph) olyan gráf, ami izomorf a saját komplementerével. A legegyszerűbb nem triviális önkomplementer gráfok a 4 csúcsból álló útgráf és az 5 él hosszúságú körgráf.

## Példák
Minden Paley-gráf önkomplementer. Például a 3 × 3-as bástyagráf (a 9 rendű Paley-gráf) önkomplementer, egy olyan szimmetriával, ami a középső csúcsot helyben hagyja, de felcseréli a rács négy sarkának és a négy oldal középpontjának a szerepét. Az erősen reguláris önkomplementer gráfok közül a 37-nél kevesebb csúcsúak mind Paley-gráfok; 37, 41 és 49 csúccsal azonban léteznek olyan erősen reguláris gráfok, melyek nem Paley-gráfok.
A Rado-gráf egy végtelen, önkomplementer gráf.

## Tulajdonságok
Egy n-csúcsú önkomplementer véges gráf éleinek száma pontosan fele az azonos csúcsszámú teljes gráfénak, tehát n(n − 1)/4 éle van, és (ha egynél több csúcsa), akkor átmérője vagy 2, vagy 3. Mivel n(n −1)-nek oszthatónak kell lennie 4-gyel, n-nek kongruensnek kell lennie 0-val vagy 1-gyel modulo 4; így például egy 6 csúcsú gráf nem lehet önkomplementer.
Minden önkomplementer gráf összefüggő, továbbá Hamilton-utat tartalmaz.
Egy {\displaystyle n>5} csúcsú önkomplementer gráf tartalmaz {\displaystyle l} hosszúságú kört bármely {\displaystyle 3\leq l\leq n-2} értékre; ebből következően az ilyen méretű önkomplementer gráfok kerülete vagy {\displaystyle n}, és akkor a gráfnak van Hamilton-köre, vagy {\displaystyle n-1}, vagy {\displaystyle n-2}.
Bármely {\displaystyle c} konstans esetén csak véges számú olyan önkomplementer gráf létezik, melynek génusza {\displaystyle g(G)\leq c}, illetve vastagsága {\displaystyle t(G)\leq c}. Specifikusan, a legalább 9 csúcsú önkomplementer gráfok nem síkba rajzolhatók.
Az önkomplementer gráfok kromatikus számára a következő összefüggés igazolható: {\displaystyle {\sqrt {n}}\leq \chi (G)\leq {\frac {n+1}{2}}.}

Továbbá bármely konstans {\displaystyle r}-re csak véges sok {\displaystyle r}-részes ({\displaystyle r} kromatikus számú) gráf található (de legalább egy mindig).

## Számítási bonyolultság
Annak a problémája, hogy két önkomplementer gráf egymással izomorf-e, illetve hogy adott gráf önkomplementer-e az általánosabb gráfizomorfizmus-problémával polinom-ekvivalens.
Polinom időben eldönthető, hogy egy önkomplementer gráfnak van-e Hamilton-köre.

## Fordítás
- Ez a szócikk részben vagy egészben a Self-complementary graph című angol Wikipédia-szócikk ezen változatának fordításán alapul.  Az eredeti cikk szerkesztőit annak laptörténete sorolja fel. Ez a jelzés csupán a megfogalmazás eredetét és a szerzői jogokat jelzi, nem szolgál a cikkben szereplő információk forrásmegjelöléseként.